# USS Boston (1799)

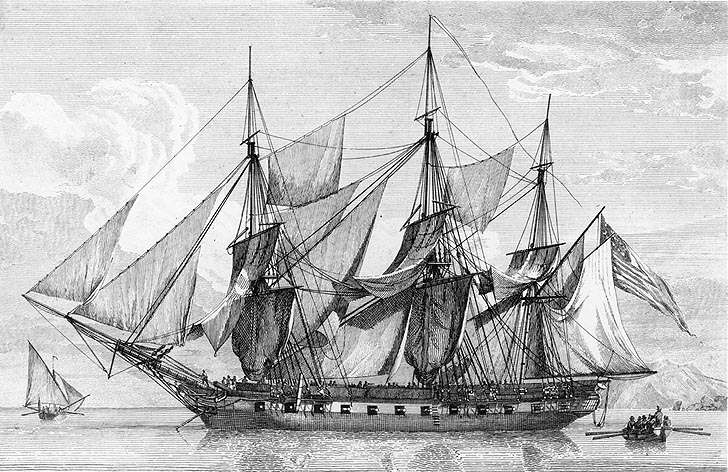
USS Boston (1799)

De derde USS Boston (1799) was een 38 kanonnen tellend fregat van de United States Navy gedurende de Quasi-oorlog met Frankrijk, de Eerste Barbarijse Oorlog en de Oorlog van 1812. Het ondernam succesvolle acties in die zeeoorlogen, de United States Navy stak het zelf in brand opdat het niet in Britse handen zou vallen.

## Geschiedenis

### Bouw
De USS Boston werd gebouwd door een openbare bijdrage in Boston onder de Marinewet van 30 juni 1798. Hij werd te water gelaten op 20 mei 1799 door Edmund Hartt uit Boston, Massachusetts en spoedig daarna in dienst gebracht. Kapitein George Little werd de bevelhebber.

### Quasi-oorlog
De USS Boston kruiste in de West-Indische wateren, tussen juli 1799 en juni 1800 om de Amerikaanse handelsbelangen te beschermen tegen Franse kapers zoals Robert Surcouf. Hij keerde terug naar Boston op 25 juni 1800 en zeilde daarna langs de Amerikaanse oostkust in de loop van de maand september, waarna hij vertrok naar zijn post nabij Guadeloupe in het West-Indische gebied voor de Quasi-oorlog.
Op positie 22°52' noorderbreedte en 52°56' westerlengte, op 12 oktober 1800, vocht het schip tegen het Franse korvet Le Berceau en maakte het buit. Bij deze strijd verloor de USS Boston zeven matrozen en acht manschappen raakten gewond bij dit treffen. Het voerde de veroverde Le Berceau als buit mee naar Boston, waar ze beide in november kwamen. Nog tijdens zijn West-Indische kruisvaarten en zoektochten naar vijandelijke schepen, kaapte de USS Boston nog eens zeven schepen, waarvan twee in samenwerking met het schip USS General Greene.

### Eerste Barbarijnse Oorlog
Tijdens de winter van 1801 bracht de USS Boston minister Livingston naar Frankrijk en deelde met de Amerikaanse Middellandse Zeevloot mee in de strijd bij Tripoli in de Eerste Barbarijse Oorlog. Hij vocht in een strijd tegen zes of zeven Tripolitaanse kanonneerboten op 16 mei 1802. De USS Boston keerde terug naar Boston in oktober 1802. Daarna vertrok hij naar Washington D.C. waar hij werd opgelegd.

### Oorlog van 1812
Bij het uitbreken van de Oorlog van 1812 werd het schip in Washington D.C. gehouden voor hesrtelling. Op 24 augustus 1814 stak de United States Navy het vrijwillig in brand, om te voorkomen, dat het zeilschip in Britse handen zou vallen. De USS Boston brandde volledig af.

## USS Boston (1799)
- Type: Fregat (zeilschip) - United States Navy
- Gebouwd: Edmund Hartt, Boston, Massachusetts
- Te water gelaten: 20 mei 1799
- Verloren: Vrijwillig in brand gestoken op 24 augustus 1814

### Algemene kenmerken
- Waterverplaatsing: 400 ton
- Lengte: 134 voet - 40,84 m
- Breedte: 34 voet - 10,36 m
- Diepgang: 11 voet - 3,35 m
- Voortstuwing: Gezeild (drie masten en boegspriet)
- Snelheid: 9,20 knopen (17 km/h)
- Bemanning: 220 officieren en matrozen

### Bewapening
- 26 x 12-pounder (kanonskogels van 5,3 kg) kanonnen (telkens 13 aan bakboord en stuurboord)
- 12 x 9-pounder (kanonskogels van 4 kg) kanonnen (telkens 6 aan bakboord en stuurboord)

## Referentie
- Dit artikel bevat tekst van Dictionary of American Naval Fighting Ships in publiek domein